# Bistuszowa
Bistuszowa (prononciation : [bistuˈʂɔva]) est une localité polonaise de la gmina de Ryglice, située dans le powiat de Tarnów en voïvodie de Petite-Pologne.